# Melanomya flavipennis
Melanomya flavipennis är en tvåvingeart som först beskrevs av Daniel William Coquillett 1902.  Melanomya flavipennis ingår i släktet Melanomya och familjen spyflugor.
Artens utbredningsområde är North Carolina. Inga underarter finns listade i Catalogue of Life.